# Анатомия страсти (сезон 13)
Тринадцатый сезон американской телевизионной медицинской драмы «Анатомия страсти» вышел в эфир 22 сентября 2016 года на канале ABC. 3 марта 2016 года ABC официально продлил сериал на тринадцатый сезон.

## Актёры и персонажи
- Эллен Помпео — Мередит Грей
- Джастин Чэмберс — Алекс Карев
- Чандра Уилсон — Миранда Бейли
- Джеймс Пикенс-младший — Ричард Уэббер
- Сара Рамирес — Келли Торрес
- Кевин Маккидд — Оуэн Хант
- Джессика Кэпшоу — Аризона Роббинс
- Сара Дрю — Эйприл Кэпнер
- Джесси Уильямс — Джексон Эйвери
- Катерина Скорсоне — Амелия Шепард
- Камилла Ладдингтон — Джо Уилсон
- Джеррика Хинтон — Стефани Эдвардс
- Келли Маккрири — Маргарет Пирс
- Джейсон Джордж — Бен Уоррен
- Мартин Хендерсон — Нэйтан Риггс
- Джакомо Джианниотти — Эндрю Делука

## Эпизоды
| № общий | № в сезоне | Название                                                                                         | Режиссёр         | Автор сценария    | Дата премьеры    | Зрители в США (млн) |
| --- | ---------- | ------------------------------------------------------------------------------------------------ | ---------------- | ----------------- | ---------------- | ------------------- |
| 270 | 1          | «Undo» «Отмена»                                                                                  | Дебби Аллен      | Уильям Харпер     | 22 сентября 2016 | 8,75                |
| Один из собственников больницы сам попадает на больничную койку. Бейли пытается решить важную проблему. Мередит хранит тайны, и это становится причиной разлада в её отношениях с Мегги и Алексом. Тем временем Эйприл и Кэрин спорят насчёт новорождённого ребёнка, а Джо получает совет от Ричарда. |            |                                                                                                  |                  |                   |                  |                     |
| 271 | 2          | «Catastrophe and the Cure» «Катастрофа и лечение»                                                | Кевин МакКидд    | Карен Гист        | 29 сентября 2016 | 8,41                |
| Алексу приходится столкнуться с последствиями своих действий. Новобрачные Оуэн и Амелия отправляются на званый ужин, где встречают неожиданных гостей. Тем временем Джексон предлагает свою помощь в восстановлении Эйприл. |            |                                                                                                  |                  |                   |                  |                     |
| 272 | 3          | «I Ain't No Miracle Worker» «Я не волшебница»                                                    | Роб Корн         | Энди Ризер        | 6 октября 2016   | 8,08                |
| В Грей Слоан Мемориал привозят семью, которая попала в автомобильную аварию во время похорон. Не так давно вернувшаяся из Нью-Йорка Аризона разрывается между Алексом и Эндрю. Бен пробует себя в роли воспитателя, а Амелия предлагает Мегги и Мередит решить их неприятности. |            |                                                                                                  |                  |                   |                  |                     |
| 273 | 4          | «Falling Slowly» «Медленное падение»                                                             | Виктория Махони  | Джен Клейн        | 13 октября 2016  | 7,80                |
| Алекс старается всё сделать правильно, но постоянно сталкивается с всё новыми проблемами. Джексон и Эйприл входят в роль родителей. Мередит и Нейтан пытаются выяснить свои отношения раз и навсегда. Тем временем Амелия размышляет о своём будущем с Оуэном. |            |                                                                                                  |                  |                   |                  |                     |
| 274 | 5          | «Both Sides Now» «Обе стороны»                                                                   | Чандра Уилсон    | Марк Дрисколл     | 20 октября 2016  | 8,17                |
| Между Мередит и Бейли возникают разногласия из-за предстоящей операции по трансплантации печени, поскольку она необходима сразу двум пациентам. Оуэн нянчится с ребёнком, но в конце концов вынужден просить о помощи других врачей. Тем временем Амелия сообщает Оуэну важную новость. |            |                                                                                                  |                  |                   |                  |                     |
| 275 | 6          | «Roar» «Рёв»                                                                                     | Николь Рубио     | Элизабет Клавитер | 27 октября 2016  | 8,17                |
| Врачи Грей Слоан Мемориал шокированы возвращением кого-то из прошлого. Из-за Кэтрин Бейли принимает решительные меры по отношению к Алексу. Тем временем Амелия сталкивается с трудностями во время работы в скорой помощи. |            |                                                                                                  |                  |                   |                  |                     |
| 276 | 7          | «Why Try To Change Me Now» «Зачем пытаться изменить»                                             | Жанно Шварц      | Остин Гузман      | 3 ноября 2016    | 7,60                |
| В Грей Слоан Мемориал появляется новый консультант, который заставляет персонал нервничать. Оуэн и Амелия приносят проблемы в личной жизни на работу. Эйприл открывает для себя новые возможности. |            |                                                                                                  |                  |                   |                  |                     |
| 277 | 8          | «The Room Where It Happens» «Комната, где это случилось»                                         | Дебби Аллен      | Мэг Маринис       | 10 ноября 2016   | 7,25                |
| Мередит вместе со Стефани, Оуэном и Ричардом проводят сложную операцию в попытке спасти жизнь пациенту. Во время операции каждый заново переживает важные воспоминания из своего прошлого. |            |                                                                                                  |                  |                   |                  |                     |
| 278 | 9          | «You Haven't Done Nothin'» «Ты не сделал ничего»                                                 | Роб Корн         | Карин Гист        | 17 ноября 2016   | 8,04                |
| Алекс принимает важное решение по поводу своего будущего, поскольку уверен, что его скоро посадят. Врачи больницы Грей Слоан Мемориал принимают многочисленных пострадавших во время обрушения здания. Ричард пытается узнать причину отсутствия Элизы на работе. |            |                                                                                                  |                  |                   |                  |                     |
| 279 | 10         | «You Can Look (But You'd Better Not Touch)» «Вы можете посмотреть (но вам лучше не прикасаться)» | Жан Тёрнер       | Тиа Наполитано    | 26 января 2017   | 9,59                |
| Бэйли, Джо и Аризона едут в женскую тюрьму строгого режима для осмотра новой пациентки: агрессивной 16-летней заключённой, у которой появились серьёзные осложнения во время беременности. |            |                                                                                                  |                  |                   |                  |                     |
| 280 | 11         | «Jukebox Hero» «Герой музыкального автомата»                                                     | Кевин Салливан   | Зоанн Клак        | 2 февраля 2017   | 8,49                |
| Макс и Ричард готовят сюрприз для Элизы, чтобы её первый день в больнице был незабываемым. Мередит пытается найти Алекса. |            |                                                                                                  |                  |                   |                  |                     |
| 281 | 12         | «None of Your Business» «Не твоё дело»                                                           | Джиари МакЛеод   | Энди Ризер        | 9 февраля 2017   | 8,46                |
| Мать Мегги наносит дочери неожиданный визит прямо в больнице. Тем временем Бейли предстоит принять трудное решение, когда один из врачей отказывается работать с Элизой. Стефани оказывается втянута в личные неурядицы Амелии. |            |                                                                                                  |                  |                   |                  |                     |
| 282 | 13         | «It Only Gets Much Worse» «Всё становится только хуже»                                           | Жанно Шварц      | Лорен Барнетт     | 16 февраля 2017  | 7,68                |
| Доктор Минник начинает второй этап обучения, выбрав двоих ординаторов для проведения ими операций в качестве ведущих хирургов. Однако, вместо этого Бену приходится выслушивать споры Бейли и Уэббера, а Стефани теряет пациента. Эйприл, на посту нового главы отделения общей хирургии, сталкивается с враждебным отношением коллег. Вместе с Мегги, не зная плана лечения, ей приходится оперировать пациента Мередит. |            |                                                                                                  |                  |                   |                  |                     |
| 283 | 14         | «Back Where You Belong» «Возвращение в родное место»                                             | Оливер Бокелберг | Джен Клейн        | 23 февраля 2017  | 7,71                |
| Алекс возвращается в Грей-Слоан, но из-за программы обучения Минник, выполняет работу ординаторов, вместо того, чтобы оперировать. Бейли пытается убедить Мередит вернуться к работе. Эйприл, Уэббер, Алекс и Джо предстоит сделать нелегкий выбор в отношении донора и реципиента. Аризона соблюдает дистанцию с Элайзой.                                                                                                |            |                                                                                                  |                  |                   |                  |                     |
| 284 | 15         | «Civil War» «Гражданская война»                                                                  | Николь Камминс   | Элизабет Клавитер | 9 марта 2017     | 7,31                |
| Ричарду вместе с Джексоном, Кэтрин и Эйприл предстоит найти способ вылечить серьезную травму поступившего пациента, но дело осложняется непростой политической обстановкой в больнице. Алекс налаживает отношения с Эндрю. Мередит оказывается ввязана в спор между Алексом и Нейтаном в выборе методов лечения юного пациента.                                                                                           |            |                                                                                                  |                  |                   |                  |                     |
| 285 | 16         | «Who Is He (And What Is He to You)?» «Кто он (и что он значит для тебя)?»                        | Кевин МакКидд    | Элизабет Финч     | 16 марта 2017    | 7,90                |
| Джэксон и Эйприл летят в штат Монтану, в одну из больниц Эйвери для пересадки гортани ребёнку. Джэксон там встречает своего отца Роберта, который бросил его в детстве. Роберт владеет и работает в баре. Джэксон возмущён, что отец его даже не узнал. |            |                                                                                                  |                  |                   |                  |                     |
| 286 | 17         | «'Til I Hear It From You» «Пока не услышу это от тебя»                                           | Кевин МакКидд    | Остин Гузман      | 23 марта 2017    | 7,80                |
| В Грей-Слоан возвращается Диана Пирс. До определенного момента, Мэгги не знает об истинных причинах её приезда. Оуэн и Амелия решают свои проблемы, пока они вместе работают над пациентом. Бэйли предпринимает попытку наладить отношения с Ричардом, а он тем временем вносит ясность в свои отношения с Аризоной. |            |                                                                                                  |                  |                   |                  |                     |
| 287 | 18         | «Be Still, My Soul» «Успокойся, душа моя»                                                        | Эллен Помпео     | Мэг Меринис       | 30 марта 2017    | 7,62                |
| Лечащие врачи Дианы Пирс делают всё, чтобы она попала в экспериментальную программу по лечению рака. Мэгги не хочет слушать разумные доводы коллег и друзей о пользе такого лечения, пока её мать сама не принимает решение. Мередит временно отказывается от отношений с Нейтаном. |            |                                                                                                  |                  |                   |                  |                     |
| 288 | 19         | «What's Inside» «Что внутри»                                                                     | Нзинга Стюарт    | Тиа Наполитано    | 6 апреля 2017    | 7,23                |
| Мэгги берётся за сложную операцию по удалению опухоли сердца у ребёнка, в то время как её коллеги сомневаются в её готовности это сделать. Мередит и Нейтан наконец-то собираются провести время вместе. Аризона даёт Нейтану несколько советов относительно Грей. Ричард и Бейли выясняют отношения, пока Джексон пытается утешить Мэгги.                                                                                |            |                                                                                                  |                  |                   |                  |                     |
| 289 | 20         | «In the Air Tonight» «В воздухе этой ночью»                                                      | Чандра Уилсон    | Стейси Макки      | 13 апреля 2017   | 7,06                |
| Во время полёта на конференцию Мередит с Нейтаном выясняют свои отношения, делятся воспоминаниями о пережитых крушениях и спасают жизни пассажирам. |            |                                                                                                  |                  |                   |                  |                     |
| 290 | 21         | «Don't Stop Me Now» «Не останавливай меня сейчас»                                                | Луис Веноста     | Энди Ризер        | 27 апреля 2017   | 7,02                |
| Эйприл, Эндрю, Стефани и Уэббер занимаются пациенткой с червями в кишечнике. Бейли и Эйприл пытаются помирить Кэтрин и Ричарда. Во время пресс-конференции Мэгги узнает об отношениях Мередит и Нейтана. В Грей-Слоан возвращается с осложнениями прежняя пациентка Алекса. |            |                                                                                                  |                  |                   |                  |                     |
| 291 | 22         | «Leave It Inside» «Оставь это внутри»                                                            | Зетна Фуэнтес    | Элизабет Финч     | 4 мая 2017       | 7,09                |
| Эйприл с Мередит обнаруживают у пациентки неоперабельную опухоль сердца, о которой она уже знала. Несмотря на то, что пациентка смирилась со своим положением, Мэгги не готова сдаваться. Элайза высказывает Бейли и Уэбберу своё мнение о Бене и Стефани. Эндрю готов сделать признание Джо. |            |                                                                                                  |                  |                   |                  |                     |
| 292 | 23         | «True Colors» «Настоящие цвета»                                                                  | Кевин МакКидд    | Уильям Харпер     | 11 мая 2017      | 7,02                |
| Алекс, наняв частного детектива, находит мужа Джо. Оуэн получается известия о своей пропавшей сестре и Амелия помогает ему справиться с этим. Во время лечения мужчины с женщиной, попавших в автокатастрофу, врачи Грей-Слоан выясняют, что они вовсе не пара,а жертва и насильник. |            |                                                                                                  |                  |                   |                  |                     |
| 293 | 24         | «Ring of fire» «Кольцо огня»                                                                     | Дебби Аллен      | Стейси Макки      | 18 мая 2017      | 7,92                |
| Стефани в одиночку спасает девочку, ценой собственных увечий и в дальнейшем принимает о своей дальнейшей карьере. Оуэн и Амелия готовятся принять особого пациента из военного госпиталя. Бейли увольняет Элайзу. Мередит сообщает Риггсу хорошую новость. |            |                                                                                                  |                  |                   |                  |                     |

## Выпуск на DVD
| Анатомия страсти: Полный тринадцатый сезон                                                          | | |                                                                 |                                                                 |                                                                 |
| Детали комплекта                                                                                    | Детали комплекта                                                                                    | Детали комплекта                                                                                    | Особенности                                                     | Особенности                                                     | Особенности                                                     |
| - 24 эпизода - Комплект из 6-ти дисков - Английский (Dolby Digital 5.1 Surround) - Аудиокомментарии | - 24 эпизода - Комплект из 6-ти дисков - Английский (Dolby Digital 5.1 Surround) - Аудиокомментарии | - 24 эпизода - Комплект из 6-ти дисков - Английский (Dolby Digital 5.1 Surround) - Аудиокомментарии | - Удалённые сцены - Швы: Невыпущенные сцены тринадцатого сезона | - Удалённые сцены - Швы: Невыпущенные сцены тринадцатого сезона | - Удалённые сцены - Швы: Невыпущенные сцены тринадцатого сезона |
| Даты релиза                                                                                         | | |                                                                 |                                                                 |                                                                 |
| Регион 1                                                                                            | Регион 1                                                                                            | Регион 2                                                                                            | Регион 2                                                        | Регион 4                                                        | Регион 4                                                        |
| 29 августа 2017                                                                                     | 29 августа 2017                                                                                     | 23 октября 2017                                                                                     | 23 октября 2017                                                 |                                                                 |                                                                 |